# Guillaume de Pury

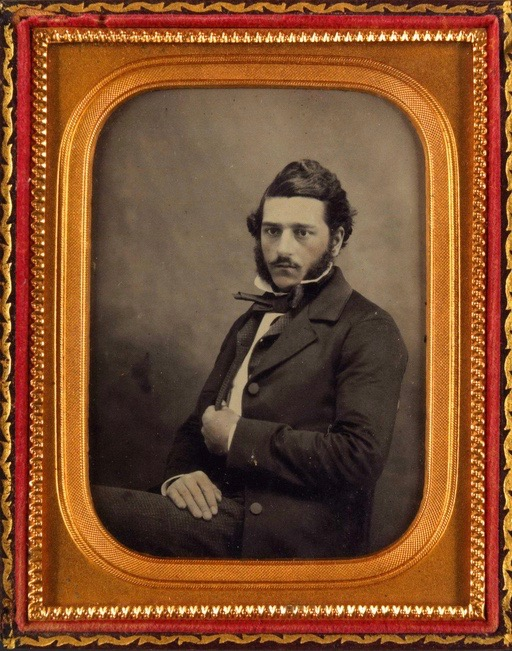
Guillaume de Pury, Daguerreotypie, um 1850

Frédéric-Guillaume de Pury (* 15. Dezember 1831 in Neuenburg; † 11. November 1890 in Lausanne) war ein Schweizer Auswanderer, Winzer und Lokalpolitiker im australischen Victoria.

## Leben

### Familie
Guillaume de Pury entstammte der Patrizierfamilie de Pury und war der Sohn von Baron Edouard Charles Alexandre de Pury (* 6. Juli 1794; † 1. Februar 1840), ein Berufsoffizier und Stadtrat von Neuenburg und dessen zweite Ehefrau Julie (* 18. Juni 1800 in Neuenburg; † 12. Oktober 1866 in ebenda), die Tochter von François Sandoz-Travers (1771–1835), deren adlige Familie bis 1827 die Herrschaft Travers innehatte; er hatte sechs leibliche Geschwister. Aus der ersten Ehe seines Vaters mit Louise Julie Marianne  (* 5. September 1798; † 14. November 1825 in Valangin), die Tochter von Frédéric Auguste de Montmollin (1776–1836), Bürgermeister von Valangin, Staatsrat und Kammerherr des Königs von Preussen, hatte er noch einen Halbbruder.
Seine Familie war von König Friedrich II. geadelt worden.
Er war der Grossonkel von Roland de Pury.
Am 2. Februar 1869 heiratete Guillaume de Pury in der St. James Old Cathedral in Melbourne Adélaïde Augusta (* 1831; † unbekannt), die Tochter von Lewet Landen Ibbetson (andere Quelle Ibbotson) (1799–1869) aus Geelong, die älteste Tochter des Wollhändlers und Lokalpolitikers Charles Ibbotson; gemeinsam hatten sie zwei Söhne:
- George Alphonse de Pury (* 1. Januar 1870; † 14. September 1956);
- Montague Edouard de Pury (* 20. März 1873; † Juli 1960).

Guillaume de Pury war der Begründer des australischen Zweigs der Familie de Pury.
Er verstarb 1890 während eines Aufenthalts in der Schweiz, worauf sein älterer Sohn George Alphonse de Pury das Gut Yeringberg weiterführte. Das Weingut wird heute noch von der Familie betrieben und baut folgende Trauben an: Cabernet Sauvignon, Merlot, Cabernet Franc, Malbec, Petit Verdot, Shiraz, Pinot Noir, Chardonnay, Marsanne blanche, Roussanne und Viognier an.

### Werdegang
Guillaume De Pury studierte Englisch und Landwirtschaft in London und zog 1852 nach Australien in die britische Kolonie Victoria, unterstützt durch den Schwager der ersten Frau seines Vaters Charles Joseph La Trobe (1801–1875), der später Gouverneur von Victoria wurde; als dieser 1851 zum ersten Leutnant-Gouverneur von Victoria berufen wurde, löste dies eine Auswanderungsbewegung von Weinbauern aus der Region Neuenburg und dem Berner Seeland nach Victoria aus.
In Australien engagierte er sich, gemeinsam mit seinem Freund Hubert de Castella (1825–1907), in der Viehwirtschaft auf dem Landgut Yering im Yarra Valley bei dessen Bruder Paul de Castella, der 1849 ausgewandert war; 1855 folgte ihm sein jüngerer Bruder Samuel de Pury; im selben Jahr erwarb Guillaume de Pury Dalry, eine ehemaligen Außenstation von Yering, das er 1858 wieder verkaufte.
Gemeinsam mit seinem Bruder Samuel und seinem Freund Hubert de Castella gründeten sie die Weingüter Cooring Yering (Samuel de Pury, 1860), Saint Hubert (Hubert de Castella, 1862) und Yeringberg (Guillaume de Pury, 1863), die maßgeblich an der Entwicklung der Weinindustrie in Victoria beteiligt waren. Er erhielt für seine Weine Goldmedaillen in London, Bordeaux, Paris, Brüssel und San Francisco sowie viele Preise in Australien.

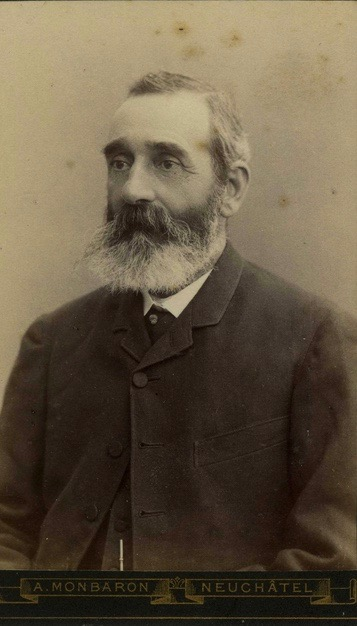
Guillaume de Pury, um 1880

### Gesellschaftliches Wirken
Guillaume de Pury pflegte enge Beziehungen zu den Aborigines des Yarra Yarra-Stamms der Wurundjeri, den ursprünglichen Landbesitzern der Region, insbesondere zu William Barak, dem letzten Anführer des Yarra Yarra-Stamms. William Barak und seine Familie arbeiteten zeitweise auf Guillaume De Purys Weingut und teilten traditionelle Kulturpraktiken; so nahm die Familie 1865 an der christlichen Hochzeitszeremonie von William Barak und dessen zweiter Ehefrau Annie teil. Die beiden Söhne Guillaume de Pury wurden von William Barak auch in die traditionelle Lebensweise des Yarra Yarra-Stamms eingeführt und dieser nahm an den privaten Kunstlektionen für den jüngeren Sohn Montague Edouard Victor de Pury teil.
William Barak schenkte Guillaume de Pury Kunstwerke, die die traditionelle Lebensweise der Aborigines darstellten, aber auch Zeitgenössisches, beispielsweise den Rebberg auf Cooring Yering, die teilweise nach Neuenburg gelangten. Er war ein Künstler, der die Verwendung von Ocker und Holzkohle in der Malerei beherrschte.
Als gläubiger Protestant unterstützte Guillaume de Pury den Bau einer anglikanischen Kirche in Lillydale.
Er wurde zum Kommissar der Internationalen Ausstellung (siehe Melbourne International Exhibition (1880)), die 1888 in Melbourne stattfand, ernannt.

### Politisches Wirken
Ab 1875 diente Guillaume de Pury als Schweizer Honorarkonsul in Melbourne. In dieser Rolle vertrat er die Interessen der Schweiz in Australien und war für die Unterstützung und Beratung von Schweizer Bürgern verantwortlich, die in der Region lebten oder reisten. Als Honorarkonsul spielte er eine wichtige Rolle in der Förderung der bilateralen Beziehungen zwischen der Schweiz und Australien. Seine Aufgaben umfassten die Wahrnehmung konsularischer Funktionen, die Unterstützung bei rechtlichen und administrativen Angelegenheiten sowie die Förderung wirtschaftlicher und kultureller Beziehungen.
Er war der erste Präsident der 1879 gegründeten gemeinnützigen Swiss Society of Victoria. Er war Friedensrichter und Mitglied des Upper Yarra District Roads Board sowie 1872, nach der Gründung des Shire of Lillydale, des Shire Council (Grafschaftsrat) von Lillydale, davon neun Jahre als Präsident. 
1881 war er Mitglied einer neunköpfigen parlamentarischen Untersuchungskommission über das Coranderrk-Reservat, was zu Verbesserungen der Lebensbedingungen der Aborigines führte. Das Inkrafttreten des Half-Caste Act 1886 führte jedoch zum wirtschaftlichen Niedergang und 1924 zur Schliessung von Coranderrk (siehe Coranderrk Petition).